# Liste der Monuments historiques in Chaudefonds-sur-Layon
Die Liste der Monuments historiques in Chaudefonds-sur-Layon führt die Monuments historiques in der französischen Gemeinde Chaudefonds-sur-Layon auf.

## Liste der Bauwerke
| Bezeichnung               | Beschreibung                     | Standort | Kennzeichnung | Schutzstatus | Datum | Bild           |
| ------------------------- | -------------------------------- | -------- | ------------- | ------------ | ----- | -------------- |
| Logis de la Basse-Guerche | Haus, erbaut im 15. Jahrhundert  | (Lage)   | PA00109035    | Inscrit      | 1947  |                |
| Windmühlen                | Erbaut Ende des 18. Jahrhunderts | (Lage)   | PA00109036    | Inscrit      | 1976  | weitere Bilder |